# Rodrigo Ramallo
Rodrigo Luis Ramallo Cornejo (* 14. Oktober 1990 in Santa Cruz de la Sierra) ist ein bolivianischer Fußballspieler. Der Stürmer spielt seit 2013 für die bolivianische Fußballnationalmannschaft und wurde auf Vereinsebene mit drei Klubs fünf Mal bolivianischer Meister. 

## Karriere

### Verein
Rodrigo Ramallo begann 2010 seine Profikarriere bei The Strongest und absolvierte insgesamt 88 Spiele, in denen er 21 Tore erzielte. Im Jahr 2013 wechselte er mit drei gewonnenen Meistertiteln zu Jorge Wilstermann und kam auf 17 Tore bei 40 Ligaeinsätzen.
2014 kehrte Ramallo zu The Strongest zurück und spielte dort bis 2016. Im Juli 2016 unterschrieb er bei dem brasilianischen Verein EC Vitória, wo er mit der Nummer 18 auflief, derselben Nummer, die er zuvor bei The Strongest und Jorge Wilstermann getragen hatte. Sein Auslandsaufenthalt war weniger erfolgreich, da er nur vier Ligaspiele ohne Tore absolvierte und sein Verein beinahe abgestiegen ist. 2017 kehrte er erneut zu The Strongest zurück. Anschließend spielte er von 2018 bis 2019 für San José, wo er mit 68 Spielen und 25 Toren eine herausragende Leistung zeigte. In der Clausura 2018 wurde der Stürmer sein viertes Mal bolivianischer Meister.
Im Dezember 2019 kündigte Always Ready seine Verpflichtung an. Trotz einer anfänglichen Verletzung etablierte sich Ramallo fest in der Startelf des Teams und war entscheidend dafür, dass Always Ready Meister 2020 wurde. Während seiner Zeit im Verein, die bis 2022 dauerte, absolvierte Ramallo 74 Spiele und erzielte 13 Tore. Im Jahr 2023 schloss er sich Aurora an. 2024 kehrte Ramallo erneut zu The Strongest zurück.

### Nationalmannschaft
In der Nationalmannschaft debütierte der Angreifer im August 2013 beim Freundschaftsspiel gegen Venezuela. Er stand bei drei Südamerikameisterschaften im Kader. 2016 bestritt Ramallo zwei Spiele, 2021 vier Spiele und 2024 ein Spiel. Bolivien schied in allen drei Turnieren als Tabellenletzter ohne Punktgewinn aus.
Sein erstes Tor im Nationaltrikot erzielte der Offensivakteur beim 4:2-Erfolg über Venezuela in der Qualifikation zur Weltmeisterschaft 2018, als er sowohl den 1:0-Führungstreffer als auch das 3:1 erzielte. Für das Endturnier reichte als Neunter der Südamerikagruppe aber nicht. In der Qualifikation zur Weltmeisterschaft 2022 schoss Ramallo das 1:0 beim 4:0-Sieg gegen Paraguay, aber auch dieses wurde Bolivien wieder Neunter der Südamerikagruppe. In der laufenden WM-Qualifikation steht er wieder bei einem Treffer, den er bei der 1:2-Niederlage gegen Ecuador erzielte.

## Erfolge
The Strongest
- Bolivianischer Meister: 2011/12-A, 2011/12-C, 2012/13-A

San José
- Bolivianischer Meister: 2018-C

Always Ready
- Bolivianischer Meister: 2020-A

## Sonstiges
Sein Vater William Ramallo ist 36-facher bolivianischer Nationalspieler and nahm an der Fußball-Weltmeisterschaft 1994 in den USA teil.